# NGC 1

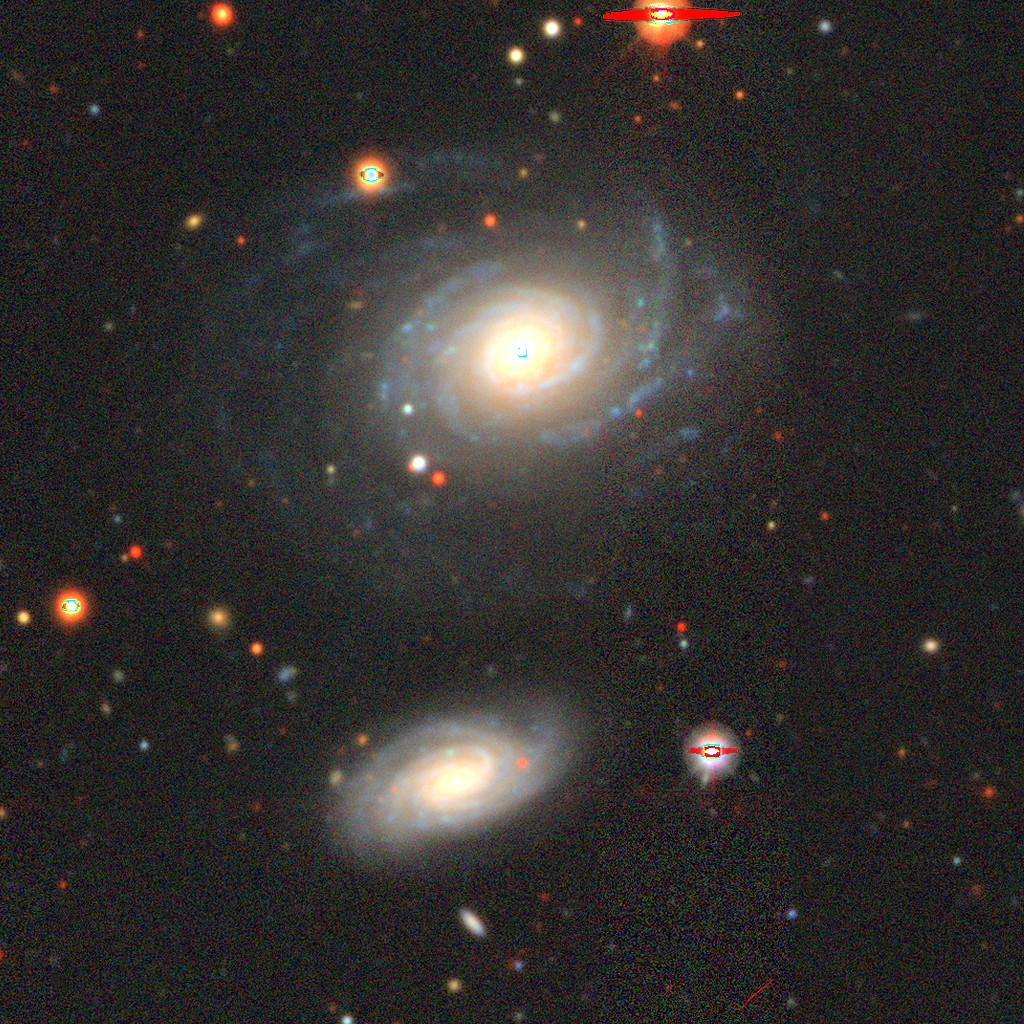
.

NGC 1 est une galaxie spirale de magnitude apparente 12,8 située dans la constellation de Pégase à une distance d'environ 62,1 ± 4,4 Mpc (∼203 millions d'al). NGC 1 a été découverte par l'astronome prussien Heinrich Louis d'Arrest en 1861 avec son télescope de 11 pouces (27,9 cm).
D'une taille angulaire et de dimenssion moyennes, la magnitude apparente de cette galaxie est égale à 12,8. NGC 1 fait partie d'un groupe de galaxies, celui de NGC 23

## Caractéristiques
La classe de luminosité de NGC 1 est II et elle présente une large raie HI.

### Distance
Sa vitesse par rapport  au fond diffus cosmologique est de 4 212 ± 24 km/s, ce qui correspond à une distance de Hubble de 62,1 ± 4,4 Mpc (∼203 millions d'al).
À ce jour, une quinzaine de mesures non basées sur le décalage vers le rouge (redshift) donnent une distance de 56,627 ± 10,495 Mpc (∼185 millions d'al), ce qui est à l'intérieur des distances calculées en employant la valeur du décalage. Notons cependant que c'est avec la valeur moyenne des mesures indépendantes, lorsqu'elles existent, que la base de données NASA/IPAC calcule le diamètre d'une galaxie et qu'en conséquence le diamètre de NGC 1 pourrait être d'environ 32,5 kpc (∼106 000 al) si on utilisait la distance de Hubble pour le calculer.

### Dimension
NGC 1 est une galaxie spirale de magnitude apparente égale à 12,8 et de  taille angulaire moyenne, (1,7′ × 1,2′).
Dans sa plus grande dimension, la taille de NGC 1 est d'environ 97 000 al. Compte tenu de sa faible luminosité, elle serait restée inconnue de beaucoup de monde si elle n'était pas le premier objet du New General Catalogue. Elle est hors de portée des petits télescopes d'amateurs car sa luminosité est trop faible. C'est également l'objet qui a la plus faible ascension droite du catalogue, d'où sa première position au catalogue de John Dreyer.

## Paire optique de galaxies
NGC 2, qui est à environ 1,8 minute d'arc au sud de NGC 1, forme un couple « apparent » avec NGC 1. En réalité les deux galaxies ne sont pas physiquement reliées entre elles, puisque la distance qui nous sépare de NGC 2 est d'environ 96 Mpc (313 millions d'années-lumière), presque le double de ce qui nous sépare de NGC 1.

## Morphologie
NGC 1 a été utilisée par Gérard de Vaucouleurs comme une galaxie de type morphologique SA(s)b dans son atlas des galaxies,.
Dans la séquence de Hubble revue par De Vaucouleurs, NGC 1 est classée comme galaxie de type SA(s)b (où une galaxie spirale (SA), montre un bras en forme s (s) et où les bras sont moins enroulés que ceux des SAa, et le noyau est relativement moins étendu et moins lumineux (b)).

## Groupe de NGC 23
NGC 1 fait partie du groupe de NGC 23 qui comprend au moins 6 autres galaxies : NGC 23, NGC 26, UGC 69, UGC 79, UGC 110 et UGC 127.